# 1779 Парана
1779 Парана (енгл. 1779 Parana) је астероид главног астероидног појаса чија средња удаљеност од Сунца износи 2,175 астрономских јединица (АЈ).
Апсолутна магнитуда астероида је 14,2.